# Seafarers Bridge
Il Seafarers Bridge è un ponte strallato pedonale che si trova a Melbourne in Australia, progettato da Grimshaw Partners e inaugurato nel 2009. Attraversa il fiume Yarra tra Docklands e South Wharf.
Il ponte collega le sponde nord e sud del fiume, fornendo al contempo un punto di ingresso al centro congressi ed esposizioni di Melbourne. La campata principale del ponte è sostenuta da cavi d'acciaio collegati ad archi ellittici, con tre archi sul lato nord e quattro archi sul lato sud.